# Aujac (Charente-Maritime)
Aujac ist eine französische Gemeinde mit 373 Einwohnern (Stand: 1. Januar 2022) im Département Charente-Maritime in der Region Nouvelle-Aquitaine (vor 2016: Poitou-Charentes); sie gehört zum Arrondissement Saint-Jean-d’Angély und zum Kanton Chaniers. Die Einwohner werden Aujacais und Aujacaises genannt.

## Geographie
Aujac liegt etwa 65 Kilometer südöstlich von La Rochelle. An der östlichen Gemeindegrenze verläuft das Flüsschen Saudrenne. Umgeben wird Aujac von den Nachbargemeinden Aumagne im Norden, Blanzac-lès-Matha im Nordosten, Courcerac im Osten, Migron im Süden sowie Authon-Ébéon im Westen.

## Bevölkerungsentwicklung
| Jahr                       | 1962 | 1968 | 1975 | 1982 | 1990 | 1999 | 2008 | 2019 |
| Einwohner                  | 377  | 373  | 363  | 351  | 321  | 325  | 318  | 373  |
| Quellen: Cassini und INSEE |      |      |      |      |      |      |      |      |

## Sehenswürdigkeiten
- Kirche Saint-Martin mit Ursprüngen aus dem 12. Jahrhundert, seit 2006 als Monument historique teils klassifiziert (Nordportal) und teils eingeschrieben
- Wassermühle

Siehe auch: Liste der Monuments historiques in Aujac (Charente-Maritime)

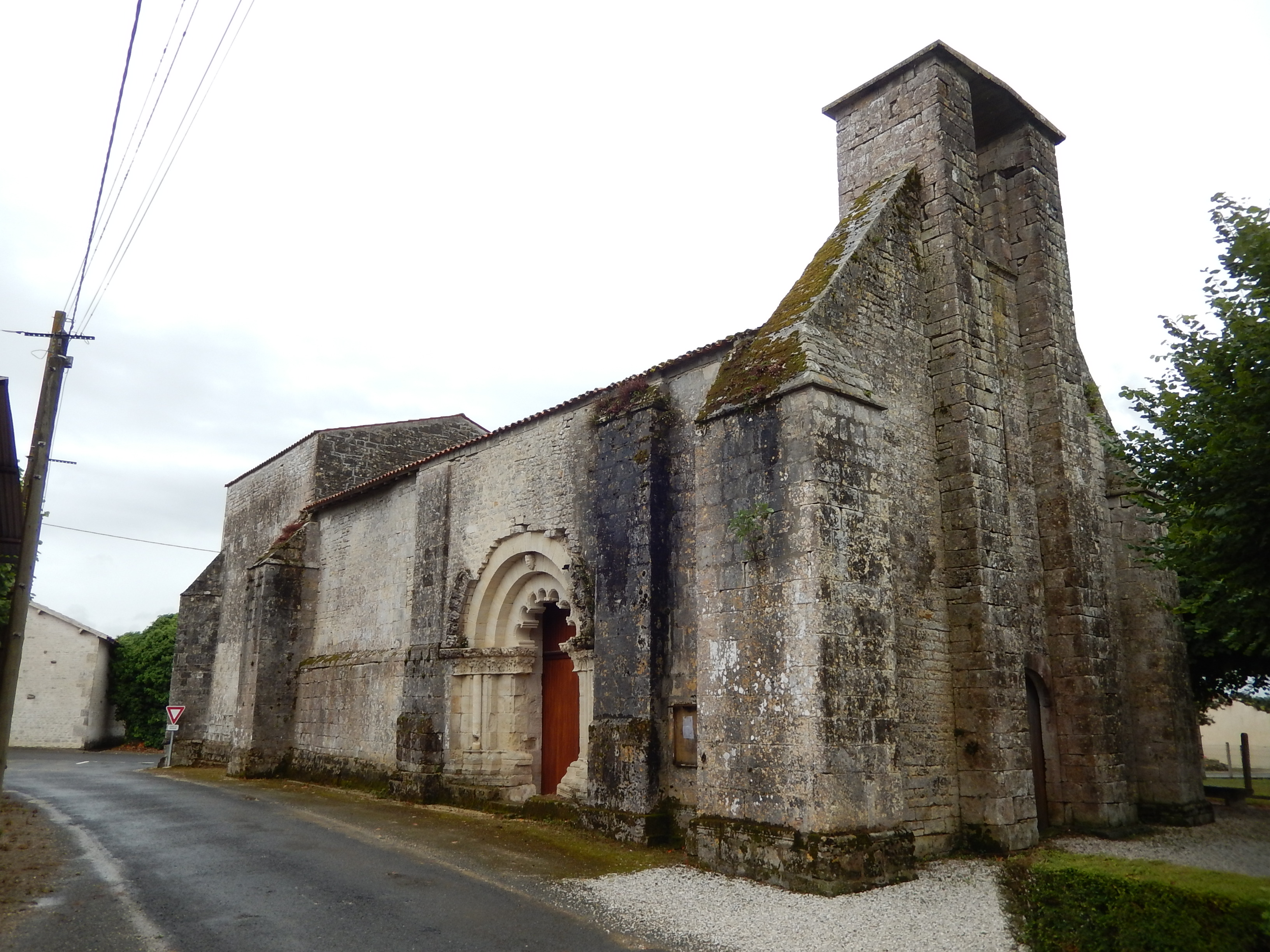
Kirche Saint-Martin
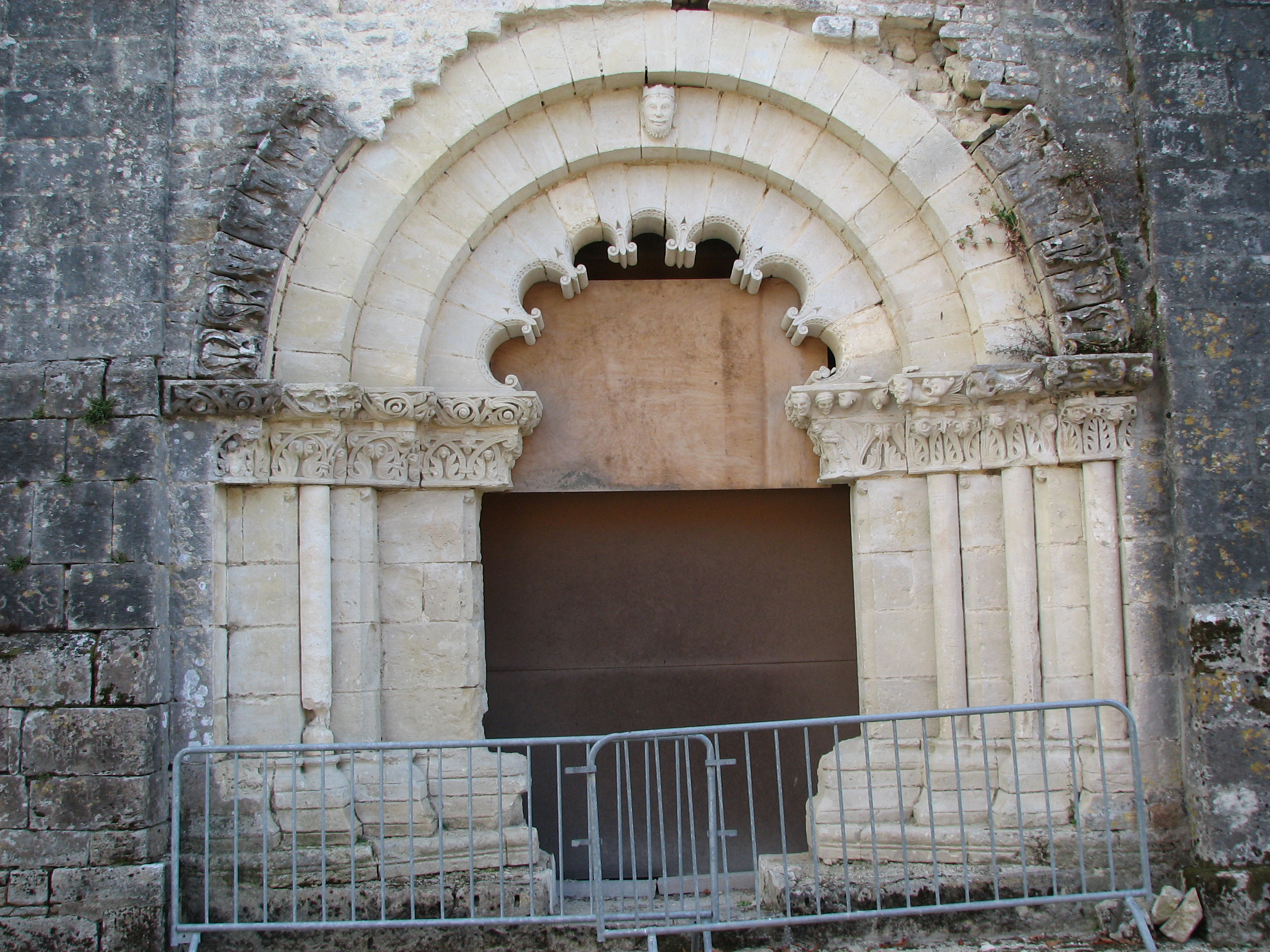
Nordportal der Kirche Saint-Martin
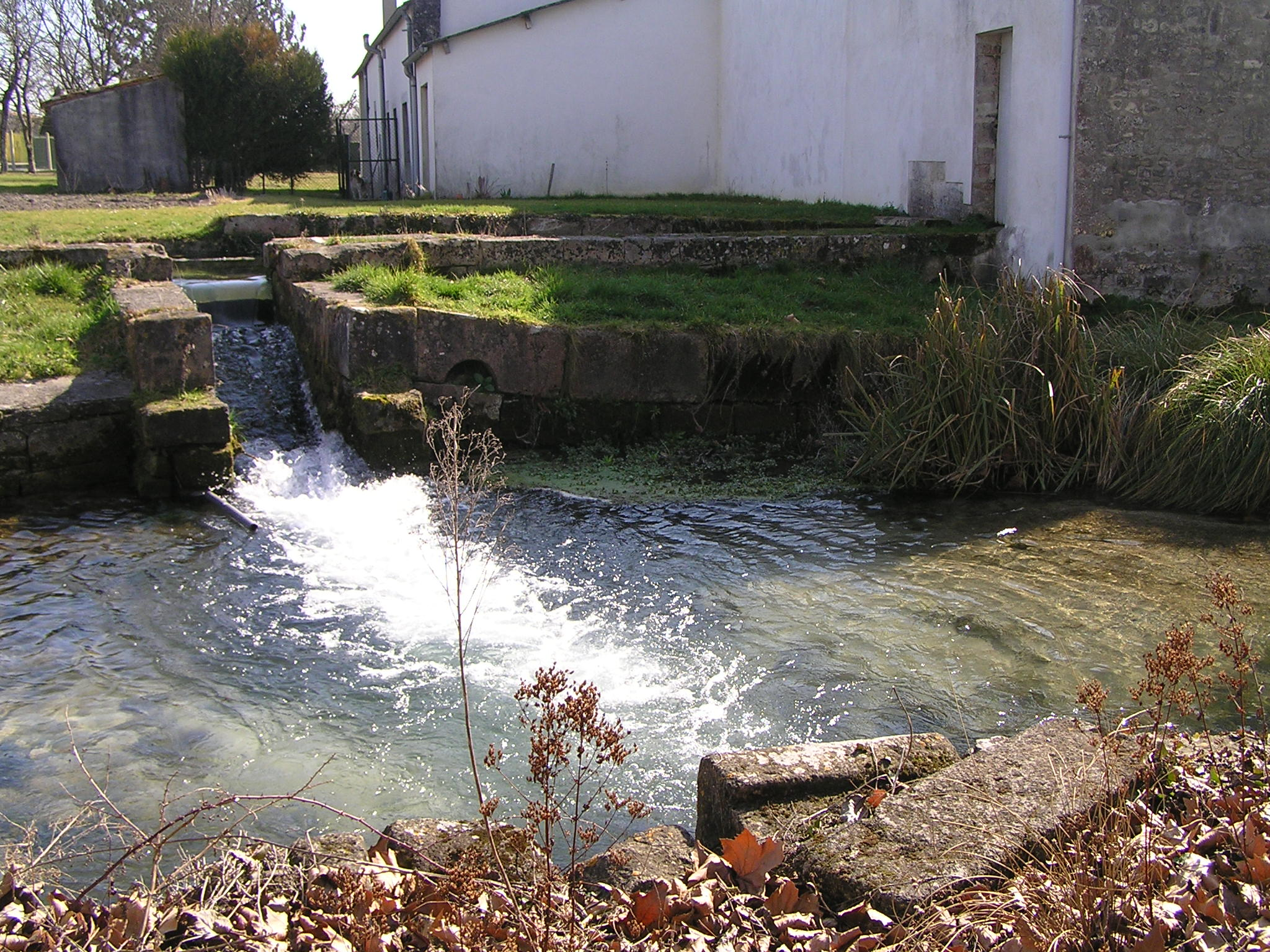
Wassermühle